# Suely Kanayama
Suely Yumiko Kanayama (codinome:"Chica"; Coronel Macedo, 25 de maio de 1948 – Conceição do Araguaia, setembro de 1974) foi uma guerrilheira brasileira, integrante do Partido Comunista do Brasil (PCdoB) e participante da Guerrilha do Araguaia, movimento armado criado na Amazônia brasileira para fomentar uma revolução rural e derrubar a  ditadura militar da época, instaurando um governo socialista no país.
Oficialmente desapareceu em setembro de 1974, no Araguaia. Foi um dos casos investigados pela Comissão da Verdade, que apurou mortes e desaparecimentos na ditadura militar brasileira.
Suely Kanayama se enquadra como desaparecido política. Isso porque os seus restos mortais não foram encontrados e nem entregues para os familiares. Com isso, Sueli Kanayama  não pode ser sepultada até os dias de hoje.

## Biografia
Sueli Yumiko Kanayama nasceu no dia 25 de maio de 1948, em Coronel Macedo, São Paulo. Ela era a primeira filha de Yutaka Kanayama e Emi Noguchi, um casal de japoneses que imigraram para o Brasil. Quando completou 4 anos, a família se mudou para Avaré, São Paulo. Na cidade, Sueli realizou o ensino primário e o ensino secundário.
No ano de 1965, eles se mudaram de novo e foram para o bairro de Santo Amaro, São Paulo. Sueli Kanayama fez o ensino médio na Escola Alberto Levy e se formou no colégio em 1967.
A jovem passou no vestibular da Universidade de São Paulo (USP) na FFLCH.Ela fez licenciatura em língua portuguesa e germânica.Além disso, como cadeira opcional escolheu por aprender a língua japonesa em um curso que durou de 1967 até 1969.
Na USP, tornou-se amiga de Rioko Kayano e, juntas, ingressaram na Ação Popular (AP). Mais tarde, outra nissei, Nair Kobashi, as convidou para militarem no PCdoB.
Após 1967, Sueli tornou-se uma das novas lideranças estudantis. Matriculou-se na USP pela última vez em 1970, porém para continuar a luta política ingressou na militância política clandestina.
No dia 26 de agosto de 2024 foram realizadas homenagens postumas e atribuição de diplomas honoríficas de graduação aos estudantes que foram mortos durante a ditadura militar no Brasil. Nair Kobashi amiga de Suely Kanayama recebeu o diploma em seu nome em reconhecimento a sua luta e resistência.

### Guerrilha do Araguaia
Chegou ao Araguaia em fins de 1971, sendo uma das últimas a se integrar ao Destacamento B da Guerrilha, comandado por Osvaldão, onde recebeu o codinome de "Chica". Baixa e magra,tornou-se uma guerrilheira, aprendendo a atirar e a sobreviver na mata, apesar de "ser péssima nos deslocamentos, onde perdia noção de orientação", segundo relatório do Exército Brasileiro de 1993. Atuava como auxiliar de saúde e era chefiada pelo médico João Carlos Haas Sobrinho. Quando houve o reagrupamento da guerrilha com a comissão militar em dezembro de 1973, então sob forte perseguição e ataques das tropas do exército, Suely deixou o grupo em 25 de dezembro com outro guerrilheiro, José Maurílio Patrício, para tentar localizar dois companheiros dispersos na selva, Cilon da Cunha Brum e José Lima Piauhy Dourado. Pouco depois de sua saída, o local foi atacado.
Suely desapareceu na selva até setembro de 1974, quando a guerrilha já estava praticamente extinta e apenas alguns de seus integrantes ainda vagavam na mata. Há mais de uma versão para a morte de "Chica". A mais difundida delas diz que, cercada por uma patrulha do exército, recusou rendição e respondeu a tiros, ferindo um soldado; foi então morta. Outra versão, do depoimento de um sargento do exército, diz que foi presa ferida no confronto, torturada e executada com uma injeção letal na base de Bacaba.

### Desaparecida
Sobre a ocultação do cadáver de Kanayama, o coronel da Aeronáutica Pedro Cabral declarou em 1993 que o corpo da guerrilheira foi enterrado na base de Bacaba, local construído pelo exército para interrogatório e guarda de prisioneiros. Durante a operação-limpeza levada a cabo pelo Exército, no início de 1975 – que desenterrou corpos de guerrilheiros dos locais originais para evitar posterior localização – seu corpo, intacto, sem roupa, a pele muito branca e sem nenhum sinal de decomposição, apenas marcas de bala, foi desenterrado e levado de helicóptero até a Serra das Andorinhas, ao norte da região do conflito, onde foi queimado, por desconhecidos,com gasolina e misturado a pneus velhos. Oficialmente é dada como desaparecida política e hoje dá nome a uma rua do bairro de Campo Grande, no Rio de Janeiro, e a outra em Campinas, estado de São Paulo.

## Circunstâncias da Morte
No Relatório Arroyo, a última informação sobre Suely é a de que a guerrilheira saiu do local onde ocorreu o ataque contra a Comissão Militar antes do dia 25 de dezembro de 1973 junto com José Maurílio Patrício para buscar José Lima Piauhy Dourado e Cilon Cunha Brum, porém, o trio nunca mais foi visto. A volta estava prevista para três dias depois.
A morte da guerrilheira não foi esclarecida até o presente momento. Existe mais de uma versão, tanto para a circunstância quanto para a data do ocorrido. Entre elas: 
Versão do CIE (Centro de Informação do Exército)
Segundo o órgão do Exército, Suely teria falecido em setembro de 1974, sem especificação quanto a circunstância. O relatório do Ministério da Marinha, de 1993, consta a mesma data de falecimento.
Reportagem Diário Nippak
Em 1979, foi divulgada uma reportagem pelo veículo Diário Nippak, elencada no Dossiê Ditadura, que afirma que Suely teria sido morta baleada por militares. Ela teria sido metralhada e enterrada em Xambioá. 
A reportagem relata, ainda, que seu corpo teria sido exumado por desconhecidos.

Reportagem Jornal No Mínimo
Em depoimento publicado no dia 20 de janeiro de 2005, o camponês Josias Gonçalves de Souza, conhecido como Jonas, afirmou ter convivido com Suely na Base Militar de Xambioá. Tal fato vai na contramão da hipótese de que ela teria sido morta por militares antes de se dirigir ao local no Pará.
Depoimento para Comissão Nacional da Verdade (CNV)
Em 19 de novembro de 2013, o sargento do exército João Santa Cruz Sacramento admitiu ter visto a captura da "japonesa", depois identificada como Suely Kanayama pelo próprio, que ainda indicou a presença de mais uma mulher junto à guerrilheira.
"Foram capturadas nas margens do rio Araguaia, e foram lá para São Geraldo, lá para Bacaba. Essas eu vou falar a verdade, entendeu? Essas duas elas entraram em interrogatório lá, e quando foi de madrugada eles deram uma injeção letal nelas e mataram as duas. Enterraram do outro lado, porque lá tinha uma pista de avião na Bacaba, uma pista antiga".
Entrevista Pedro Cabral
Em outubro de 1993, o coronel da Aeronáutica, Pedro Cabral, afirmou em entrevista concedida a revista Veja que a morte de Suely data do final de 1974. Seu corpo, ainda segundo o Coronel, teria sido sepultado na Base Militar da Bacaba.
Cabral também revelou que durante a Operação Limpeza, foram desenterrados os restos mortais de Suely. Esses foram colocados em sacos plásticos e levados para a Serra das Andorinhas.

## Conclusão daComissão Nacional da Verdade (CNV)
A CNV considera Suely Yumiko Kanayama desaparecida política, uma vez que seus restos mortais não foram entregues aos seus familiares. O que não permitiu o seu sepultamento até os dias de hoje. 
Suely Yumiko Kanayama é reconhecida como uma resistência nikkei e em alguns artigos é descrita como representante da militância nipônica muitas vezes comparada aos Kamikazes que entragavam suas vidas em prol de um ideal.